# コードアカデミー高等学校
コードアカデミー高等学校（コードアカデミーこうとうがっこう）は、長野県上田市に本校がある私立通信制高等学校。
学校法人信学会が設置し、2014年4月1日に開校した。

## 概要
- 日本ではじめてプログラミング学習を必修とした通信制高校である[1]。
- 長野県を拠点として教育を行う学校法人信学会とキャスタリア株式会社の協力によって創設された[2]。
- 通信教育を行う区域は1都2府10県（長野県・埼玉県・千葉県・東京都・神奈川県・愛知県・岐阜県・三重県・大阪府・京都府・兵庫県・奈良県・滋賀県）在住者に限られる[3]。
- 学校法人信学会の理事、小林経明によれば、コードアカデミー高等学校の拠点が上田市になった理由は映画「サマーウォーズ」の舞台であるからと述べている[4]。

- 入学後、登校が必要になるのはスクーリングと定期試験のみである[5]。

## 沿革
（沿革の出典は法人公式サイト）
- 2014年（平成26年） - コードアカデミー高等学校を開校。